# Armando Armas
Armando Daniel Armas Cuartín (Baruta, Miranda, Venezuela; 27 de noviembre de 1981) es un abogado, profesor universitario, activista social y político venezolano. Además, es el miembro fundador y representante electo del partido político Voluntad Popular en el Estado Anzoátegui y diputado a la Asamblea Nacional de Venezuela por el Circuito 4 del Estado de Anzoátegui. Desde el 15 de enero de 2020 hasta el 5 de enero de 2021 fue presidente de la Comisión Permanente de Política Exterior, Soberanía e Integración del Parlamento.

## Educación
Cursó sus estudios de primaria en el Instituto Creativo de Barcelona, el bachillerato en el colegio Pío XII y luego en el Ítalo Venezolano Ángelo de Marta de Puerto La Cruz.
En el 2004 se graduó de abogado en la Universidad Católica Andrés Bello, en donde ya daba sus primeros pasos como activista político siendo miembro fundador del movimiento Justicia Universitaria.
Posteriormente cursó estudios en el Reino Unido, en específico en la London School of Economics (LSE), donde obtuvo una Maestría en Estudios Políticos Comparados, siendo su tesis «Los Déficits de la Democracia en Venezuela: Del Pacto de Puntofijo a la (Re) Evolución Chavista». Durante este período fue elegido presidente de la sociedad latinoamericana de estudiantes de esa casa de estudios.
En el 2008 cursó estudios de Gerencia y Liderazgo para Organizaciones Sin Fines de Lucro en el Instituto de Políticas Públicas de la Universidad de Georgetown en Washington D. C., Estados Unidos. En el 2010 fue el único latinoamericano y primer venezolano becario del programa Draper-Hills en el Centro para la Democracia, el Desarrollo y el Estado de Derecho de la Universidad de Stanford en Palo Alto, California.
Durante el 2021 culminó sus estudios en máster en Desarrollo y Política Internacional por la Harris School of Public Policy de la Universidad de Chicago en Estados Unidos. Adicionalmente, en el 2016 egresó del Programa de Estrategia y Política de Defensa del Centro William J. Perry de la Universidad Nacional de Defensa en Washington D. C. 
En el año 2023, forma parte como Policy Leader Fellow de un programa residencial para profesionales de la política de la Florence School of Transnational Governance (STG) , siendo este un programa único anidado en una de las instituciones académicas más renombradas de Europa, donde también completó cursos sobre Gestión de Crisis Migratoria y Finanzas Verde. 

### Vida profesional y política
Armas se ha desempeñado como abogado de libre ejercicio, consultor en temas de riesgo país y profesor de Cátedra de Derecho Constitucional. Armando Armas es miembro fundador del partido Voluntad Popular. Fue elegido Responsable General del Equipo Estatal de Activistas del Estado Anzoátegui el 10 de julio del 2011.
Miembro fundador y coordinador general del partido político Voluntad Popular en Anzoátegui y jefe de campaña en este estado del candidato a la presidencia Leopoldo López, jefe de activismo en la campaña de Henrique Capriles, y comisionado de relaciones Internacionales en el año 2014, logrando grandes alianzas y apoyos para Venezuela. 
Armas es un político destacado que representa al circuito 4 del estado Anzoátegui en la Asamblea Nacional para el período constitucional 2016-2021. En 2015, fue reconocido entre los 10 diputados más votados de la Asamblea Nacional venezolana.  
Comenzó su carrera parlamentaria como vicepresidente del Comisión de Defensa y Seguridad, donde trabajó para reformar la Ley de la Fuerza Armada Nacional. También se desempeñó como presidente de la Subcomisión  de Derechos Humanos y Derecho Internacional Humanitario. Desde este espacio, dirigió varias investigaciones del Congreso en relación con el asesinato de Euro Lepage durante un entrenamiento, cadete de la Guardia Nacional. 
Armas también participó en la investigación del Congreso sobre el accidente del helicóptero del ejército tipo MI17V5, el acrónimo EV0796, y de los 13 miembros a bordo que fueron declarados desaparecidos en acción el 30 de diciembre de 2016 en el estado de Amazonas.
El 5 de julio de 2017, a pesar de sufrir lesiones graves, Armas sobrevivió a un intento de asesinato cuando miembros de los colectivos asaltaron la Asamblea Nacional. En 2018, se desempeñó en la comisión de Medio Ambiente y Recursos Naturales. También destacó su exposición internacional al crear el grupo venezolano de Parlamentarios para la Acción Global; una organización que tiene como objetivo movilizar a los legisladores de todo el mundo como defensores de la paz, la democracia, el estado de derecho, los derechos humanos, la igualdad de género y los problemas de población. Armas es miembro del Comité de Supervisión Internacional de esta organización con sede en Nueva York.
El diputado Armas se desempeñó en 2019 como Vicepresidente de la Comisión de Política Interior, donde trabajó en la reforma constitucional para incorporar el sistema electoral de la segunda ronda. Otros proyectos en los que Armas trabajó fueron el Proyecto de Ley de la Agencia de Inteligencia y un Proyecto de Ley para compensar a las víctimas del extremismo político. En 2020 asumió como Presidente de la Comisión Permanente de Política Exterior, Soberanía e Integración de la Asamblea Nacional.
Tan pronto como asumió el cargo, el diputado Armas creó la Oficina Parlamentaría del circuito 4; una iniciativa inspirada en las oficinas de distrito de los senadores y congresistas de los Estados Unidos y que busca aumentar la participación ciudadana. Esta oficina sirve de apoyo a varias organizaciones de la sociedad civil y a iniciativas de desarrollo para la sociedad como  "Dona Una Consulta", que es un programa en el que médicos especializados dan citas de forma gratuita.
Armando Armas es miembro fundador del World Liberty Congress y adicionalmente, es miembro fundador y director ejecutivo de Miranda Global Consulting.
Las principales áreas de interés de Armas son: reforma electoral, reforma estructural del estado, política exterior, seguridad y defensa, asuntos constitucionales e innovación pública. Él cree firmemente que la tecnología tiene un papel clave que desempeñar en un gobierno democrático y la reforma institucional. Asimismo, la carrera de Armas esta enmarcada por un fuerte compromiso con la democracia y los Derechos Humanos. Sus contribuciones al derecho, la política y los derechos fundamentales son ampliamente reconocidos y sirven de inspiración para otras personas en estas áreas.